# Wright (cráter marciano)

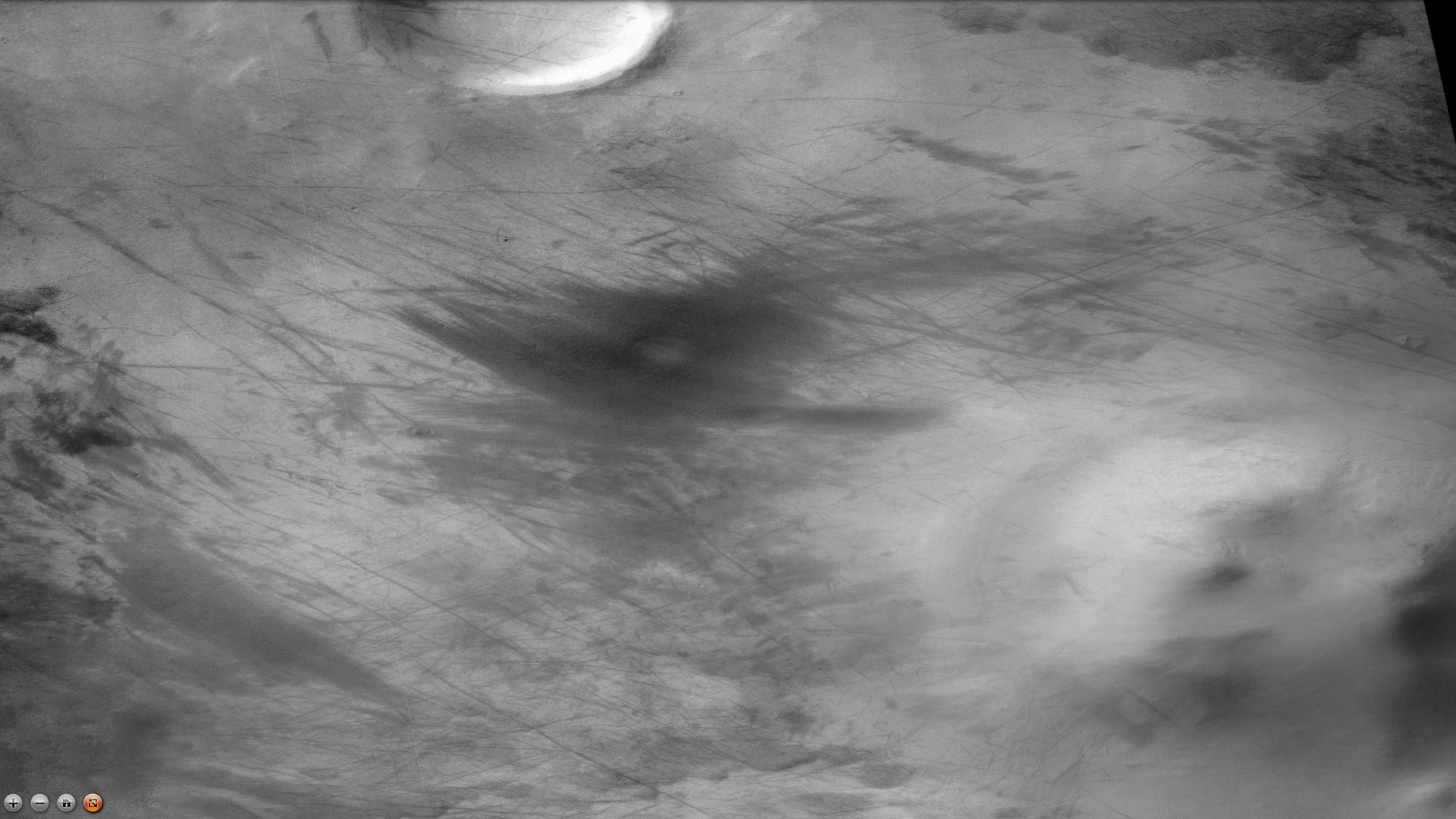
Vista parcial del cráter Wright

Wright es un cráter de impacto de grandes proporciones del planeta Marte, situado al sur del cráter Millman, al este de Kuiper, al norte de Keeler y al oeste de Clark. Su centro se localiza en las coordenadas 58.9° sur y 151.0º oeste. El impacto causó una depresión de 113.78 kilómetros de diámetro.
El nombre fue aprobado en 1973 por la Unión Astronómica Internacional, en honor al astrónomo norteamericano William Hammond Wright (1871-1959).